# شاربانوواتس (کنگاژواتس)
شاربانوواتس (به صربی: Šarbanovac) یک منطقهٔ مسکونی در صربستان است که در کنگاژواتس واقع شده‌است. شاربانوواتس ۲۵ نفر جمعیت دارد.